# Muret-et-Crouttes
Muret-et-Crouttes ist eine französische Gemeinde mit 111 Einwohnern (Stand: 1. Januar 2022) im Département Aisne in der Region Hauts-de-France (frühere Region: Picardie). Die Gemeinde gehört zum Arrondissement Soissons und zum Kanton Villers-Cotterêts.

## Geographie
Die aus den beiden namengebenden Ortsteilen sowie aus Moulin de Muret bestehende Gemeinde liegt an der Crise, die der Aisne zufließt, rund zwölf Kilometer südsüdöstlich von Soissons und 34 Kilometer nördlich von Château-Thierry. Nachbargemeinden von Muret-et-Crouttes sind Nampteuil-sous-Muret im Norden, Maast-et-Violaine im Osten, Arcy-Sainte-Restitue im Südosten, Launoy im Süden und Droizy im Südwesten und Westen sowie Chacrise im Nordwesten.

## Toponymie und Geschichte
Der kombinierte Ortsname soll „kleine Mauer“ bedeuten sowie vom Lateinisches „crypta“ (Höhle) abgeleitet sein. Im Gemeindegebiet wurde eine Siedlungsstelle der La-Tène-Zeit ergraben.

### Bevölkerungsentwicklung
| Jahr                       | 1962 | 1968 | 1975 | 1982 | 1990 | 1999 | 2006 | 2013 | 2022 |
| Einwohner                  | 144  | 139  | 93   | 60   | 88   | 100  | 127  | 130  | 111  |
| Quellen: Cassini und INSEE |      |      |      |      |      |      |      |      |      |

## Sehenswürdigkeiten
- Kirche Saint-Jean-Baptiste aus dem 12. und 16. Jahrhundert, 1927 als Monument historique eingetragen (Base Mérimée PA00115836)
- Ruinen des Schlosses
- drei Lavoirs

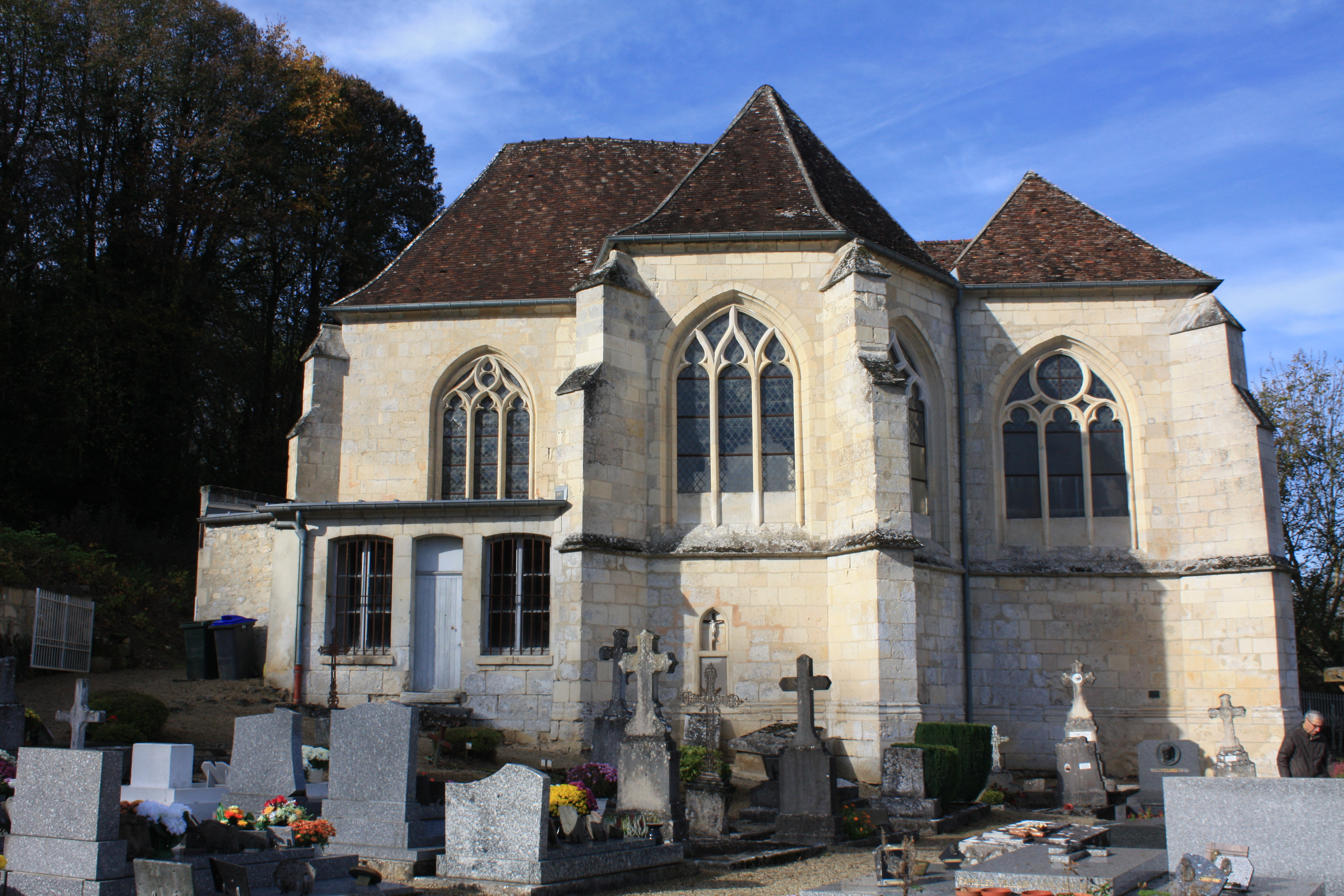
Kirche Saint-Jean-Baptiste
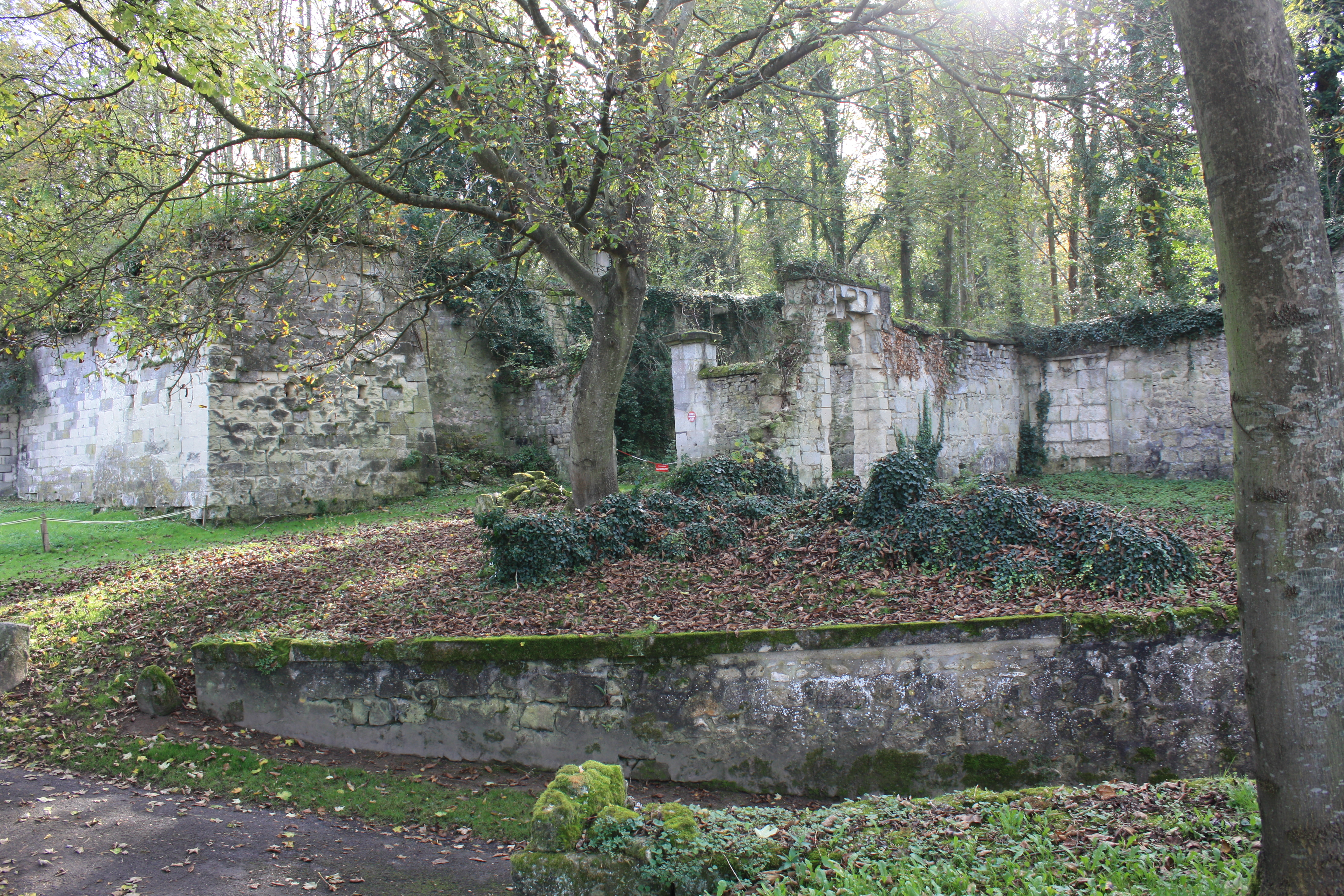
Ruinen des Schlosses
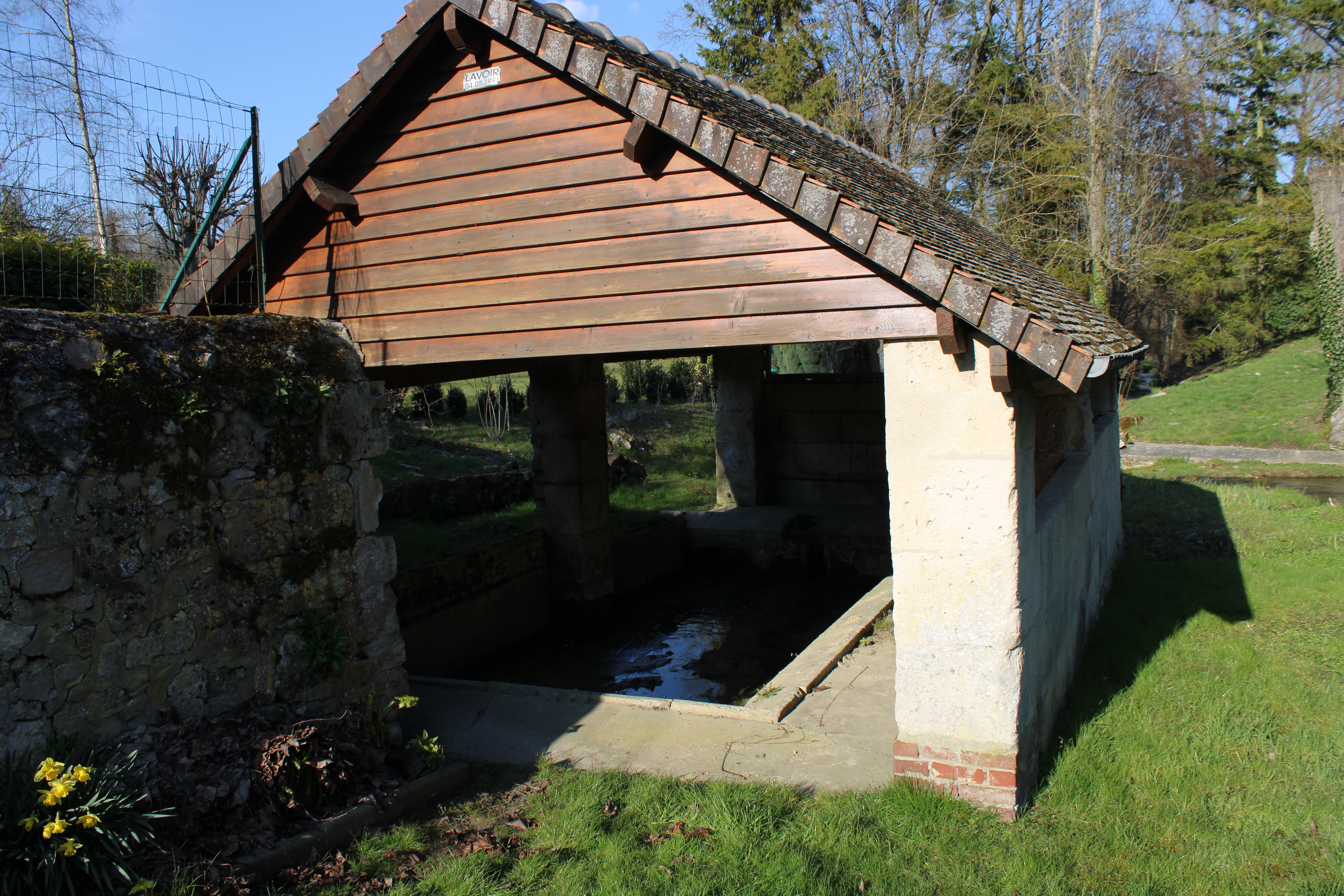
Eines der drei Lavoirs